# 必勝パチンコ★パチスロ攻略シリーズ
『必勝パチンコ★パチスロ攻略シリーズ』（ひっしょうパチンコ★パチスロこうりゃくシリーズ）は、ディースリー・パブリッシャーより発売されているパチンコゲームおよびパチスロゲームのシリーズ。
2009年7月現在、同シリーズでゲーム化されているのは全てSANKYOもしくはビスティが開発・製造した機種である。

## シリーズ一覧

### PlayStation 2用ゲームソフト
- 必勝パチンコ★パチスロ攻略シリーズ Vol.1 CR新世紀エヴァンゲリオン（2005年10月20日）
- 必勝パチンコ★パチスロ攻略シリーズ Vol.2 ボンバーパワフル&夢夢ワールドDX（2006年1月12日）
- 必勝パチンコ★パチスロ攻略シリーズ Vol.3 CRマリリン・モンロー（2006年2月23日）
- 必勝パチンコ★パチスロ攻略シリーズ Vol.4 CR明日があるさ よしもとワールド（2006年5月25日）
- 必勝パチンコ★パチスロ攻略シリーズ Vol.5 CR新世紀エヴァンゲリオン・セカンドインパクト&パチスロ新世紀エヴァンゲリオン（2006年6月8日）
- 必勝パチンコ★パチスロ攻略シリーズ Vol.6 7cafe 〜型式名ボンバーパワフル2〜（2006年8月3日
- 必勝パチンコ★パチスロ攻略シリーズ Vol.7 CRフィーバーパワフルZERO（2006年10月26日）
- 必勝パチンコ★パチスロ攻略シリーズ Vol.8 CR松浦亜弥（2006年11月30日）
- 必勝パチンコ★パチスロ攻略シリーズ Vol.9 CRフィーバー キャプテンハーロック（2007年3月8日）
- 必勝パチンコ★パチスロ攻略シリーズ Vol.10 CR新世紀エヴァンゲリオン 〜奇跡の価値は〜（2007年6月7日）
- 必勝パチンコ★パチスロ攻略シリーズ Vol.11 新世紀エヴァンゲリオン 〜まごころを、君に〜（2007年9月27日）
- 必勝パチンコ★パチスロ攻略シリーズ Vol.12 CR新世紀エヴァンゲリオン 〜使徒、再び〜（2008年6月26日）
- 必勝パチンコ★パチスロ攻略シリーズ Vol.13 新世紀エヴァンゲリオン 〜約束の時〜（2008年12月18日）
- 必勝パチンコ★パチスロ攻略シリーズ Vol.14 CR新世紀エヴァンゲリオン 〜最後のシ者〜（2009年7月30日）

### ニンテンドーDS用ゲームソフト
- 必勝パチンコ★パチスロ攻略シリーズDS Vol.1 新世紀エヴァンゲリオン 〜まごころを、君に〜（2008年2月21日）
- 必勝パチンコ★パチスロ攻略シリーズDS Vol.2 CR新世紀エヴァンゲリオン 〜使徒、再び〜（2008年6月12日）
- 必勝パチンコ★パチスロ攻略シリーズDS Vol.3 新世紀エヴァンゲリオン 〜約束の時〜（2008年12月4日）
- 必勝パチンコ★パチスロ攻略シリーズDS Vol.4 CR新世紀エヴァンゲリオン 〜最後のシ者〜（2009年7月30日）
- 必勝パチンコ★パチスロ攻略シリーズDS Vol.5 新世紀エヴァンゲリオン 〜魂の軌跡〜（2010年6月3日）

### PlayStation Portable用ゲームソフト
- 必勝パチンコ★パチスロ攻略シリーズPortable Vol.1 新世紀エヴァンゲリオン 〜魂の軌跡〜（2010年6月3日）